# Archibald Roane

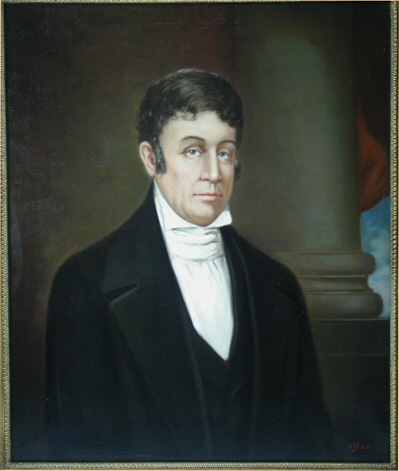
Archibald Roane.

Archibald Roane, född 1760 i Pennsylvania, död 1819 i Tennessee, var en amerikansk politiker (demokrat-republikan). Han var den andra guvernören i delstaten Tennessee 1801-1803.
Roane deltog i amerikanska revolutionen under George Washingtons befäl och var närvarande då Charles Cornwallis kapitulerade. Han arbetade sedan som advokat och deltog 1796 i Tennessees konstitutionskonvent.
Guvernör John Sevier kunde inte ställa upp till en fjärde mandatperiod i rad. Roane valdes till Seviers efterträdare och under hans tid som guvernör togs Tennessees officiella sigill i bruk.
Roane avgjorde ett jämnt val som gällde befälet över Tennessees milis. Valet stod mellan Sevier och Andrew Jackson och Roane valde Jackson. Beslutet påverkade negativt förhållandet mellan Sevier och Roane. Sevier besegrade sedan Roane i följande guvernörsval.
Efter tiden som guvernör återvände Roane till arbetet som advokat. Han arbetade från och med 1811 som domare.
Roane County, Tennessee har fått sitt namn efter Archibald Roane.